# Раме, Франка
Фра́нка Ра́ме (итал. Franca Rame; 18 июля 1929[…], Парабьяго, Ломбардия — 29 мая 2013[…], Милан) — итальянская театральная актриса, драматург, депутат Сената Италии, общественный и политический деятель, супруга и многолетний творческий партнёр нобелевского лауреата Дарио Фо.

## Биография
Франка Раме родилась 18 июля 1929 года в Парабьяго, провинция Милан, в семье с богатыми театральными традициями. Впервые на театральной сцене она появилась на руках матери в возрасте восьми дней. В 18 лет Раме начала работать в миланских театрах, вскоре добившись успеха в актёрской профессии. Вскоре состоялось её знакомство с драматургом Дарио Фо, за которого в 1954 году вышла замуж. Через год у них родился сын Якопо. Фо и Раме снялись в нескольких фильмах, в том числе у режиссёра Карло Лидзани, но успеха их киноработы не имели. Тогда они сосредоточили свои силы на театре. В 1958 году вместе с группой единомышленников Фо и Раме создали частный театр, который пользовался большим успехом у публики. Фо в основном сочинял пьесы, Раме играла в них главную роль, а также была соавтором некоторых работ супруга. В 1962 году Фо и Раме попробовали свои силы на телевидении, играли в сатирических скетчах собственного авторства, но уже через несколько недель после начала работы они покинули проект из-за несогласия с цензурой. В следующие 15 лет они больше не работали на телевидении.
В конце 1960-х годов Раме вступила в ИКП; Фо также придерживался левых взглядов, но вышел из компартии в 1970 году. В тот период они работали в собственном театре «Ла Коммуна», выступали в основном перед рабочими и студентами. В 1970-е годы Раме была видным деятелем феминистского движения, писала собственные скетчи на эту тему. В 1973 году она была похищена, избита и изнасилована группой правых экстремистов. Десять лет спустя это событие она отразила в своём монологе, с которым выступала в Лондоне и на национальном телевидении.
В 1987 году Раме и Фо объявили по телевидению о том, что расходятся, но позднее наладили отношения. В 1980-х Раме через миланскую организацию помощи борцам революции собирала средства для помощи семьям политических заключённых. Из-за своих политических взглядов Раме и Фо с трудом получили американскую визу, но всё-таки в конце 1980-х их восторженно принимали в театрах и университетах США.
В 1990-х и 2000-х Раме продолжала театральную деятельность, выступала с острыми монологами, написанными её сыном Якопо, а также играла в скандальной постановке мужа «Двуглавый премьер», высмеивающей Сильвио Берлускони. 
В 2006 году Раме сама пошла в политику. Она была избрана в Сенат от левоцентристской партии Италия ценностей. В том же году она баллотировалась на пост президента Италии. 
В 2008 году Раме отказалась от сенаторской должности. В последний раз она вышла на театральную сцену в марте 2012 года в спектакле «Мистерия-Буфф».

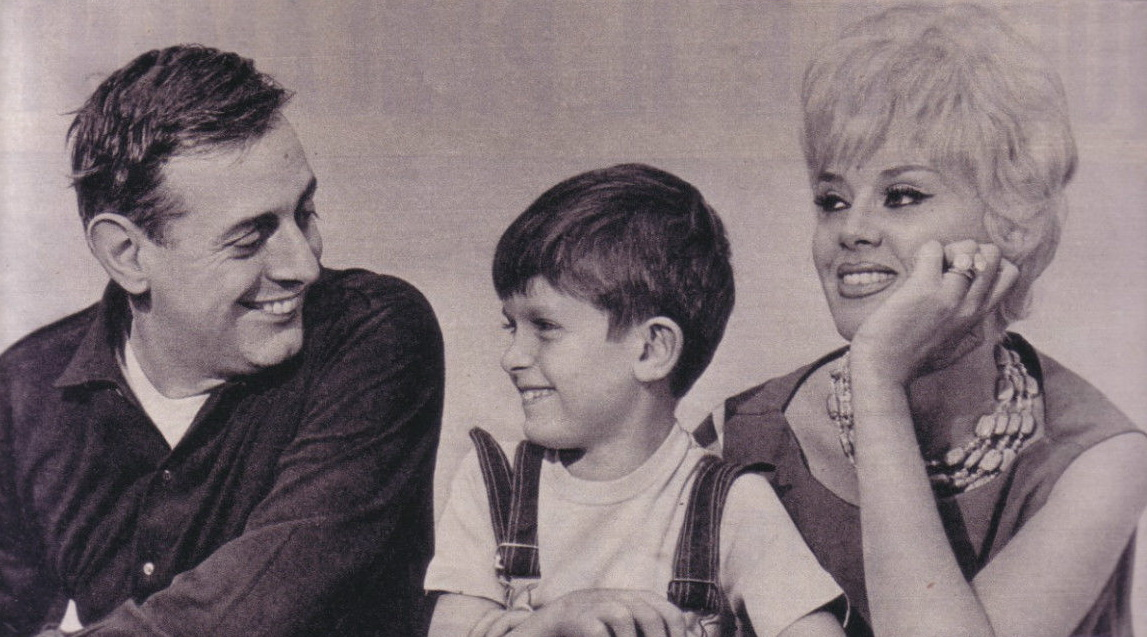
Дарио Фо, Франка Раме с сыном Якопо (1962 год)

Франка Раме умерла 29 мая 2013 года в Милане на 84-м году жизни после тяжёлой и продолжительной болезни. Похоронена на Миланском монументальном кладбище.